# Kunturiri

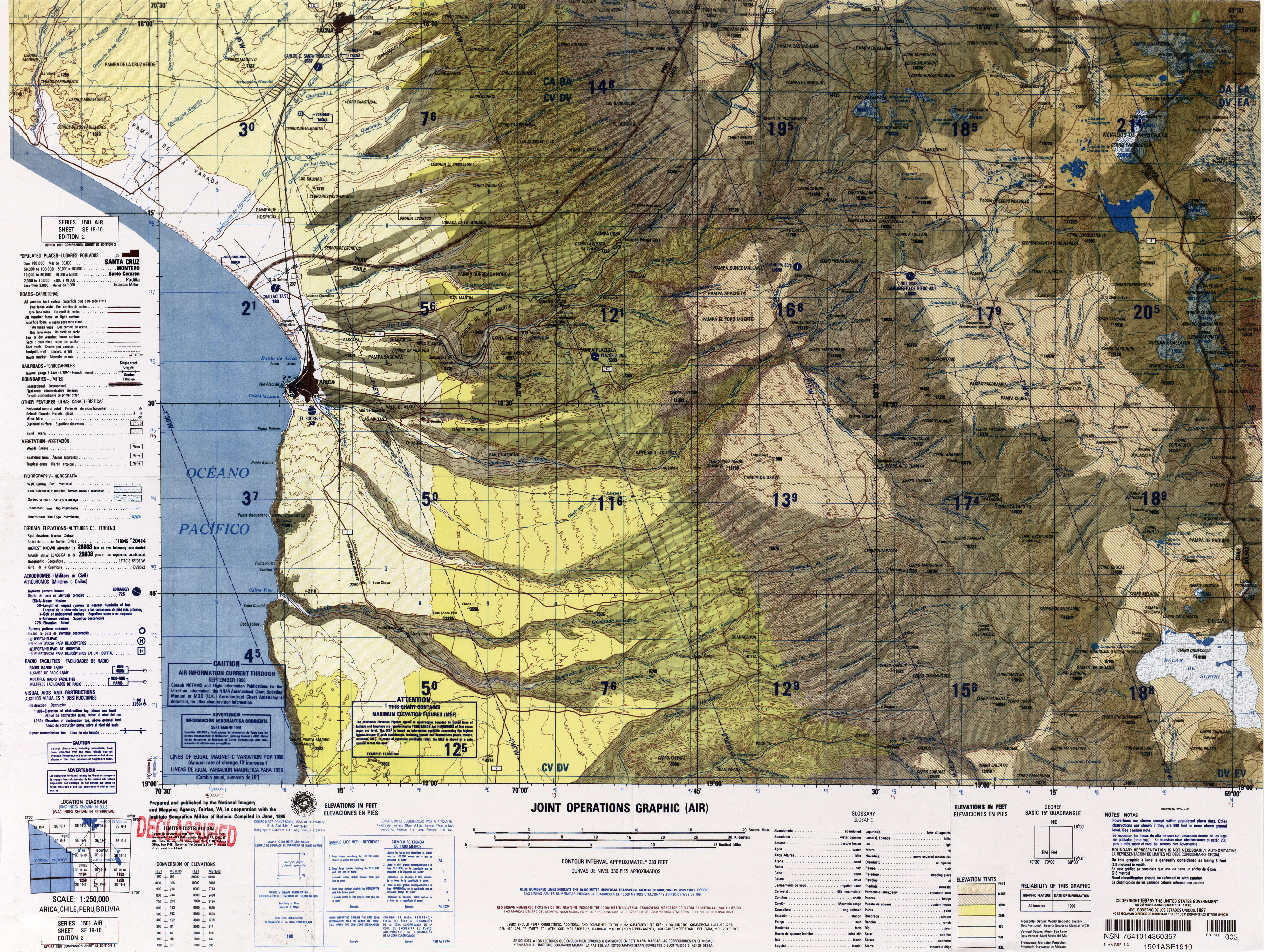
Mapa que muestra la ubicación de Kunturiri al suroeste de Jach'a Kunturiri

El Kunturiri (en aimara kunturi cóndor, -ri un sufijo, grafía hispanizada Condoriri) es un volcán de los Andes en la frontera de Bolivia y Chile que se eleva hasta los 5.762 metros. En el lado chileno se encuentra en la Región de Arica y Parinacota y en el lado boliviano en el Departamento de Oruro, Provincia de Sajama, municipio de Curahuara de Carangas, así como en el Departamento de La Paz, Provincia de Pacajes, municipio de Calacoto.
Al noreste, en territorio boliviano, se encuentra el Jach'a Kunturiri, al este el Nevado Pumuta, al sur el Patilla Pata y al noroeste el Laram Q'awa. La montaña está cubierta de hielo junto con algunas de las montañas circundantes y es la fuente de varios ríos que fluyen por sus laderas.
El Kunturiri forma parte de un complejo de volcanes a lo largo de la frontera entre Bolivia y Chile, que se han desarrollado sobre ignimbritas más antiguas de espesor desconocido. El complejo del Kunturiri está formado por tres estratovolcanes separados, generados tanto por erupciones efusivas como por erupciones explosivas. Está formado por rocas que van de la riodacita a la riolita y que contienen fenocristales de biotita, plagioclasa y piroxeno.
El complejo volcánico de Kunturiri, hace 3 - 2,2 millones de años, fue el origen de la gran Ignimbrita Lauca-Pérez, que cubrió unos 15.000-20.000 kilómetros cuadrados de terreno con más de 775 kilómetros cúbicos y llegó hasta el Océano Pacífico, dejando un paisaje característico en el Altiplano. La erupción dejó una caldera que ahora se presume enterrada bajo el complejo volcánico de Kunturiri. Si bien se consideró que el complejo volcánico tenía entre 7 y 9 millones de años, los estudios posteriores han encontrado edades más jóvenes y la datación con argón-argón ha arrojado edades de 650.000 ± 70.000 años para las rocas erupcionadas del complejo volcánico Kunturiri; no hay actividad fumarólica en Kunturiri, pero Kakepe tiene actividad hidrotermal.
Otros volcanes de la zona son el Pomerape y el Parinacota que se construyen sobre el llamado lineamiento Condoriri junto con el Kunturiri; este lineamiento puede actuar como una vía de magma hacia los tres volcanes.